# Lorenzo Viotti

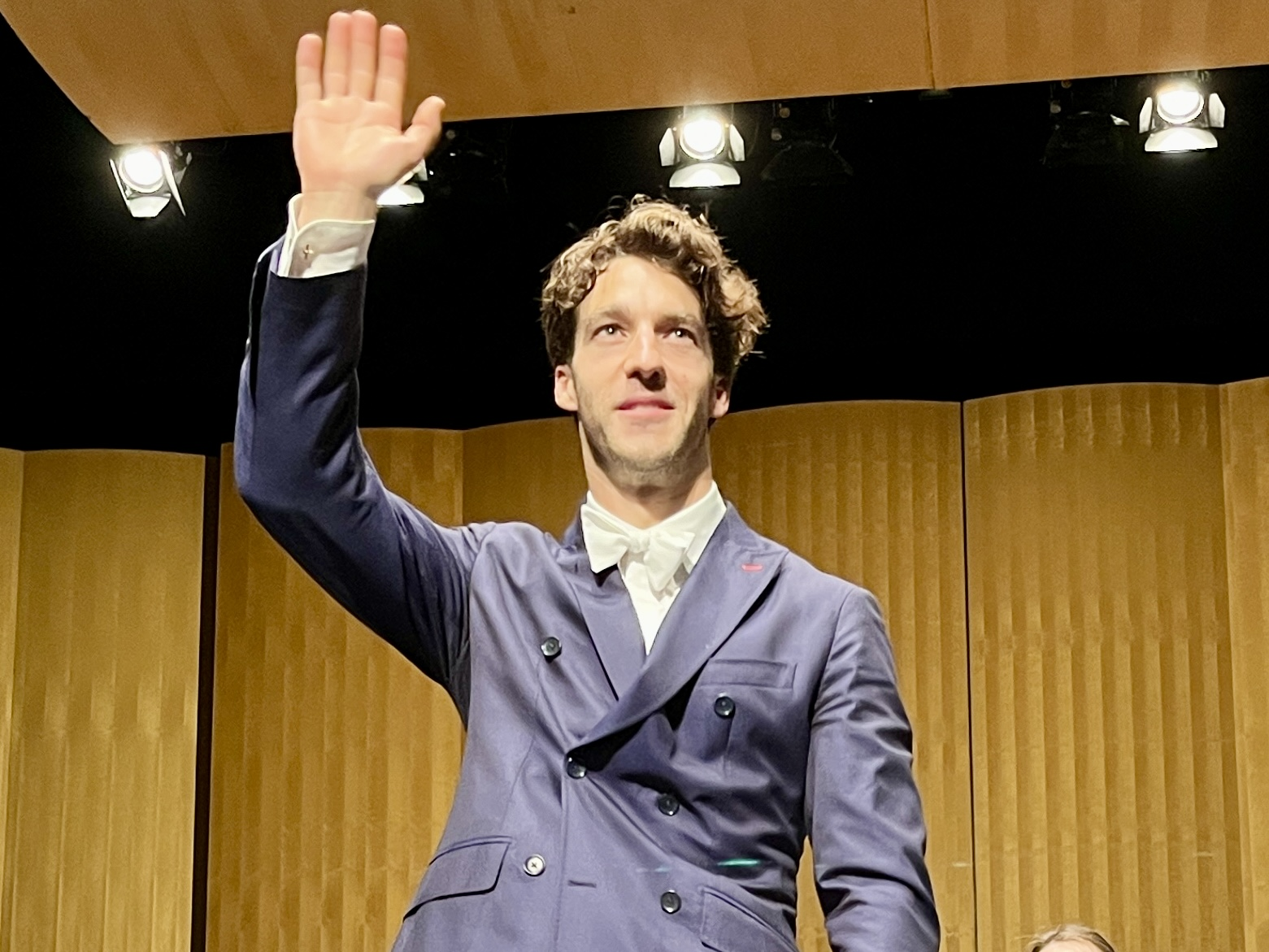
Lorenzo Viotti im Mai 2024 nach einem Konzert in Baden-Baden

Lorenzo Viotti (* 15. März 1990 in Lausanne) ist ein Schweizer Dirigent.

## Jugend und Ausbildung
Lorenzo Viotti wuchs in einer Musikerfamilie als Sohn des Dirigenten Marcello Viotti und der Geigerin Marie-Laure Viotti auf und studierte in Lyon Klavier, Gesang und Schlagzeug. 2009 ging er nach Wien, um an der Musik und Kunst Privatuniversität der Stadt Wien seine Schlagzeugausbildung zu vertiefen und eine zusätzliche Ausbildung als Dirigent zu machen. Hier besuchte er die Dirigentenklasse von Georg Mark. Als Perkussionist spielte er in dieser Zeit in mehreren Orchestern, unter anderem bei den Wiener Philharmonikern. Seine Dirigentenausbildung setzte er mit einem Masterstudium an der Hochschule für Musik Franz Liszt in Weimar (Dirigentenklasse von Nicolás Pasquet) fort, das er 2015 abschloss.

## Karriere
Sein Debüt als Dirigent hatte Viotti 2013 im Goldenen Saal des Wiener Musikvereins mit dem Akademischen Symphonie Orchester Wien. Im gleichen Jahr dirigierte er die Jenaer Philharmonie, und es «folgte sein erfolgreicher erster Auftritt mit dem Orchestre Philharmonique de Nice, welches Viotti mittlerweile regelmässig dirigiert». 2014 hatte Viotti sein Debüt als Dirigent beim MDR-Sinfonieorchester. Seitdem hat er «zahlreiche bedeutende Orchester dirigiert, darunter das Koninklijk Concertgebouworkest in Amsterdam, das BBC Philharmonic Orchestra in Manchester, das Royal Liverpool Philharmonic, das Netherlands Philharmonic, die Sächsische Staatskapelle Dresden, das Gewandhausorchester Leipzig, die Staatskapelle Berlin, die Münchner Philharmoniker, die Wiener Symphoniker, das ORF Radio-Symphonieorchester Wien, das Gustav Mahler Jugendorchester, das Tokyo Symphony Orchestra, das Orchestre National de France, die Bamberger Symphoniker, das Tonkünstler-Orchester, das Orchestra dell’Accademia del Teatro alla Scala und das Royal Philharmonic Orchestra in London».
Als Operndirigent debütierte Viotti im Sommer 2013 mit Wolfgang Amadeus Mozarts Le nozze di Figaro im Schlosstheater Schönbrunn. Zu weiteren Opern, die er dirigiert hat, gehören Jacques Offenbachs Die schöne Helena am Théâtre du Châtelet in Paris, Gioachino Rossinis La cambiale di matrimonio am Teatro La Fenice in Venedig, Georges Bizets Carmen am Stadttheater Klagenfurt und Giuseppe Verdis Rigoletto am Staatstheater Stuttgart und an der Semperoper in Dresden. Im Jahr 2017 dirigierte er Gaetano Donizettis Viva la Mamma an der Opéra National de Lyon.
Jules Massenets Werther dirigierte er sowohl an der Oper Frankfurt als auch am Stadttheater Klagenfurt und an der Oper Zürich.
Nach einem Jahr als kommissarischer Chefdirigent war Viotti von 2018 bis 2021 Chefdirigent des Orquestra Gulbenkian in Lissabon, wo er seither als Erster Gastdirigent tätig ist. 2020 spielte er mit den Berliner Philharmonikern, den Sängerinnen des Rundfunkchors Berlin sowie dem Staats- und Domchor Berlin in der Philharmonie Berlin Gustav Mahlers 3. Sinfonie, nachdem er für Yannick Nézet-Séguin eingesprungen war.
2021 wurde Viotti in Doppelfunktion Chefdirigent des Nederlands Philharmonisch Orkest sowie der Nationalen Oper in Amsterdam.
Im April 2023 gaben das Nederlands Philharmonisch Orkest und das Niederländische Kammerorchester bekannt, dass Viottis Stellung mit der Spielzeit 2024–2025 endet. Im Juni 2024 dirigierte er zum ersten Mal die Wiener Philharmoniker. Im August 2024 gab das Tokyo Symphony Orchestra bekannt, dass Viotti mit Beginn der Saison 2026–2027 die Position des Musikdirektors übernehmen wird.

## Auszeichnungen
- 2012: Gewinner des 11. Internationalen Dirigentenwettbewerbs Cadaqués Orchestra International Conducting Competition in Cadaqués[1]
- 2015: Gewinner des Nestlé and Salzburg Festival Young Conductors Award[3][16]
- 2016: Gewinner des Dirigentenwettbewerbs des MDR-Sinfonieorchesters[5]
- 2017: «Newcomer of the Year» beim International Opera Award[9]
- 2019: Österreichischer Musiktheaterpreis in der Kategorie Beste musikalische Leitung für Werther am Stadttheater Klagenfurt